# Келенфёльд (вокзал)
Железнодорожный вокзал Келенфёлд (венг. Kelenföldi vasútállomás или неправильно Kelenföldi pályaudvar, до 2007 года официально - Будапешт-Келенфельд) входит в число четырёх самых загруженных железнодорожных станций Будапешта (остальные — вокзалы Келети, Дели и Ньюгати). 
Открытый в 1861 году, он расположен к юго-западу от центра города, в Уйбуде или районе XI в пригороде Келенфельд.
Келенфельд является загруженной станцией, через которую проходят почти все пассажирские и грузовые перевозки Венгерских железных дорог в направлении Задунайского региона.
Станция обслуживается станцией метро Kelenföld vasútállomás и является конечной станцией 4-й линии будапештского метро, открывшейся 28 марта 2014 года.
Рядом со станцией находится пригородный автовокзал Volánbusz.
С 2024 года старое здание вокзала находится на реконструкции и станет частью Венгерского технического и транспортного музея.